# Anatolijs Gorbunovs
Anatolijs Gorbunovs, ros Анатолий Валерианович Горбунов, trb. Anatolij Walerianowicz Gorbunow (ur. 10 lutego 1942 w Pildzie) – łotewski polityk i inżynier, działacz komunistyczny, parlamentarzysta, wicepremier i minister, w latach 1992–1993 pełniący obowiązki prezydenta Łotwy, od 1993 do 1995 przewodniczący Sejmu.

## Życiorys
W 1959 ukończył technikum budowlane, a w 1970 studia w Ryskim Instytucie Politechnicznym. W 1978 został absolwentem moskiewskiej Akademii Nauk Społecznych przy KC KPZR. Pracował jako technik, a po skończeniu studiów jako nauczyciel akademicki na macierzystej uczelni. Od połowy lat 70. był etatowym działaczem partyjnym w komitecie centralnym Komunistycznej Partii Łotwy. W 1988 został przewodniczącym Prezydium Rady Najwyższej Łotewskiej SRR.
W wyborach w 1990 uzyskał mandat deputowanego do Rady Najwyższej, objął funkcję jej przewodniczącego, którą sprawował do 1993. Po ogłoszeniu w maju 1990 przez Łotwę niepodległości stał się faktyczną głową państwa łotewskiego. Od 15 września 1992 do 7 lipca 1993, gdy parlament wybrał Guntisa Ulmanisa, pełnił obowiązki tymczasowego prezydenta Łotwy. Dzień wcześniej został przewodniczącym Sejmu, którym był do końca kadencji w 1995. Uzyskiwał poselską reelekcję w wyborach w 1995 i 1998, działał w tym czasie w Łotewskiej Drodze. W latach 1996–1998 był ministrem ochrony środowiska i rozwoju regionalnego, w 1998 pełnił obowiązki ministra gospodarki. W latach 1996–1999 zajmował stanowisko wicepremiera. Od 1998 do 2002 sprawował urząd ministra transportu.
W 2003 powołany na prezesa przedsiębiorstwa nadzorującego lasy państwowe.

## Odznaczenia
- Medal Rady Bałtyckiej – 2011[4]